# III. Bahrám szászánida király
III. Bahrám (? – 293 után) a Szászánida Birodalom királya 293 négy hónapján keresztül. II. Bahrám fia volt, apja uralkodása alatt Szisztánt kormányozta, erről kapta Saganshah nevét. 293-ban követte apját a trónon, de csak négy hónapig uralkodott, mivel nagyapja testvére, I. Narsak, aki Armenia Magna királya volt ebben az időben, fellázadt ellene és elvette trónját.

## Fordítás
- Ez a szócikk részben vagy egészben  az   Imperio Sasánida című spanyol Wikipédia-szócikk fordításán alapul.  Az eredeti cikk szerkesztőit annak laptörténete sorolja fel. Ez a jelzés csupán a megfogalmazás eredetét és a szerzői jogokat jelzi, nem szolgál a cikkben szereplő információk forrásmegjelöléseként.